# Pedro García Mares
Mayor Pedro García Mares fue un militar mexicano. Nació el 1 de marzo de 1889, en Ramos Arizpe, Coahuila siendo hijo de Antonio García y de su esposa Adelaida Mares. Pedro García Mares estudió la educación primaria en su villa natal Ramos Arizpe, Coahuila; ingresó al seminario de Saltillo, después se trasladó a Monterrey y San Luis Potosí; incursionó en el periodismo.
Se unió al ejército y sirvió en las tropas al mando del general Orestes Pereyra hasta alcanzar el grado de mayor. Publicó varios libros de poesía y escribió las monografías de la Villa de Rosales y de Guerrero. Fue Prefecto de la entonces recién fundada Escuela de Agricultura Antonio Narro, en Saltillo, de cuyo lema y escudo es el autor.
Murió en Mexicali, Baja California el 21 de octubre de 1950. En La Paz, Baja California una calle lleva su nombre.